# Хуан Антоніо Родрігес
Хуан Родрігес (ісп. Juan Rodríguez; 1 квітня 1982, Малага, Іспанія) — колишній іспанський футболіст, опорний півзахисник.

## Клубна кар'єра
Хуан Родрігес народився в Малазі (Андалусія). Вихованець молодіжної команди «Малаги». Перший матч за основний склад він зіграв на початку сезону 2003/04, вийшовши на заміну 28 вересня в матчі проти «Еспаньйола». Загалом у тому сезоні він з'явився на полі двічі й переважно виступав за резервну команду «Малага»-Б у Сегунді. Наступного року він закріпився в основному складі, ставши беззаперечним гравцем стартового складу і забивши п'ять голів у своєму першому повному сезоні.
2006 року «Малага» вилетіла з Прімери, і Родрігес приєднався до «Депортіво Ла-Корунья», підписавши з клубом 13 липня 2006 року контракт, за яким він заробляв 600 тисяч євро за сезон. У складі «Депортіво» Родрігес отримував менше ігрового часу через високу конкуренцію: в опорній зоні галісійців грали Роберто Акунья, Альдо Душер і Ліонель Скалоні.
Утім, Родрігес регулярно з'являвся в стартовому складі на різних позиціях у півзахисті (103 матчі і 6 голів за останні три роки виступів). Наприкінці червня 2011 року, коли «Депортіво» вибула до Сегунди, 29-річний Хуан Родрігес підписав на правах вільного агента контракт з «Хетафе» на чотири роки.
4 липня 2016, коли Хетафе вибула з Ла-Ліги, Родрігес став гравцем Мальорки, що також виступала у Сегунда Дивізіоні. Рік по тому, коли й цю команду спіткала та сама доля, 35-річний футболіст оголосив про завершення ігрової кар'єри.